# Kostel Nanebevzetí Panny Marie (Vyškov)
Kostel Nanebevzetí Panny Marie ve Vyškově je římskokatolický farní kostel v centru města Vyškova. Původní pozdně gotický kostel stavba z poloviny 15. století je vedle městské radnice a zámku dominantou města. Stojí poblíž zbytků městských hradeb, tedy na jiném místě než původní farní kostel zničený husity za husitských válek.
Kostel nechal vystavět biskup Tas z Boskovic a Černé Hory, interiér kostela je vyzdoben nástěnnými obrazy od akademického malíře Joži Úprky a prof. Hellera, sochami od Ondřeje Schweigla a dalším hodnotným mobiliářem.

## Dějiny

### Původní kostel
První písemná zmínka o městě Vyškov je datována do roku 1141. Lze tak soudit, že ve Vyškově již v tomto roce byl farní chrám a farní budova. Roku 1328 píše o farním kostele olomoucký biskup Jindřich III., kdy připojil vyškovskou faru ke kapitulnímu děkanství. V těchto letech rostl politický i náboženský význam Vyškova, jenž postupně nahrazoval tehdy ještě významnější župní hrad Pustiměř. V dobách husitských válek v rozmezí let 1419 – 1436 zůstává Vyškov a jeho občané věrni katolické víře. A proto v roce 1433 bylo celé město i s kostelem vypáleno a dobyto Husity.

### Nový gotický kostel
V rozmezí let 1464 až 1496 byl vystavěn nový kostel jako trojlodní hala bez věže. Kostel byl vystavěn na jiném místě a to u městských hradeb. Nechal jej postavit biskup Tas z Boskovic a Černé Hory, který tak odměnil vyškovské farníky za věrnost ve víře, též jim obnovil původní výsady a přidal i nové.

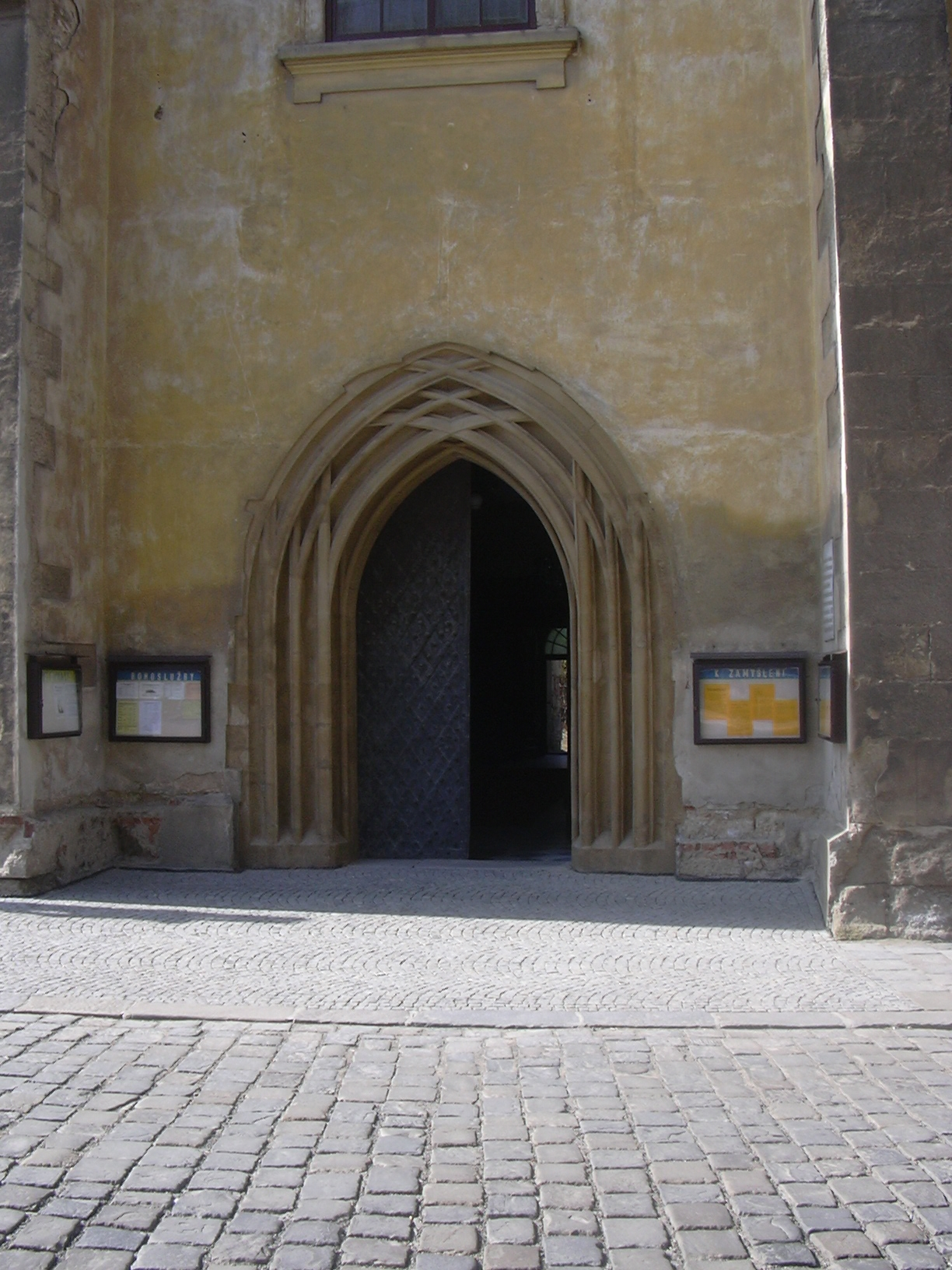
Dochovalý jižní portál

Původní zvonice stála samostatně severozápadně od kostela.Do kostela se vstupovalo třemi portály, z jihu, od západu a ze severu od blízké hradby. Sotva dostavěný kostel byl spálen vévodou Jiřím z Münsterberka, jelikož biskup Tas z Boskovic nepodporoval krále Jiřího z Poděbrad a odepřel mu poslušnost. V roce 1482 biskup Tas umírá na morovou epidemii a tak spálený kostel je vystavěn a vysvěcen až v roce 1496 nikopolským biskupem Ondřejem.
Roku 1644 dobyli Vyškov Švédové, kostel vydrancovali a rozbili i nové varhany. Cennosti z kostela a peníze na dostavbu kostela zakopal tehdejší děkan Adam Tubernátor pod oltář sv. Kříže, ale i tam je Švédové našli.
Záznam z kroniky děkana Adama Mořice Tubernátora:
„…Tím způsobem po dva dny 9. a 10. listopadu loupeno bylo a kostelu našemu od kacířů a zlotřilých lidí velká škoda učiněna jest. Všechna roucha kostelní uchvácena byla, oltáře obrány dohola, svatostánek vypáčen, poněvadž doufali najíti tam stříbrné ciborium (bylo však jen měděné), varhany sotva dostavěné byly z části pokažené, dva kalichy se stříbrnými konvičkami byly ukradeny. Ostatní nářadí dílem v kostele uschováno bylo - to nalezeno bylo. Rovněž také co ze sousedních kostelů a vesnic sem jako na místo bezpečnější zaneseno bylo, vše to nepřítel vzal a odnesl, kostely takto ochudiv a potřebných věcí oloupiv.
V letech 1689 – 1690 byla od neznámého architekta k jižní straně presbytáře přistavěna kaple sv. Otýlie. Dodatečnou výzdobu z roku 1692 zřídil ze soukromé fundace za přispění biskupa hraběte Lichtenštejna děkan Jan Kašpar Hauser, jenž tu byl i pohřben. Autorem cenné štukové výzdoby kaple je italský štukatér Baltazar Fontana. 

Při velkém požáru města v roce 1753 byl kostel i kaple značně poškozeny. Kaple již nebyla obnovena a ke stržení došlo v roce 1843. Po dvacet let po požáru zůstává kostel bez střechy , protože Vyškov byl díky moru a požáru téměř vylidněn.
V letech 1729 – 1735 byla ke gotické lodi přistavěna západní hranolová věž. V letech 1773 – 1789 došlo k barokizaci gotické lodi podle projektu G. P. Tencally. Na věži bývalo šest zvonů, které padly za oběť i s měděnou krytinou střechy první světové válce. Až na zvon Maria, který zachránilo jeho stáří (1549). Místo ohromného zvonu svatého Václava byl roku 1929 pořízen zvon stejného jména i váhy.
Po zřícení jednoho z gotických pilířů byl demolicí pověřen František Antonín Grimm. Kompletní barokizaci provedl František Křzaupal von Grünenberg podle vlastního projektu.
V letech 1901 – 1903 byla celkově opravena věž. Pozdně barokní kaple Sedmibolestné P. Marie byla nahrazena postranními kaplemi. Projekt uskutečnil žák Friedricha von Schmidt, architekt Richard Völkl z Kolína nad Rýnem.

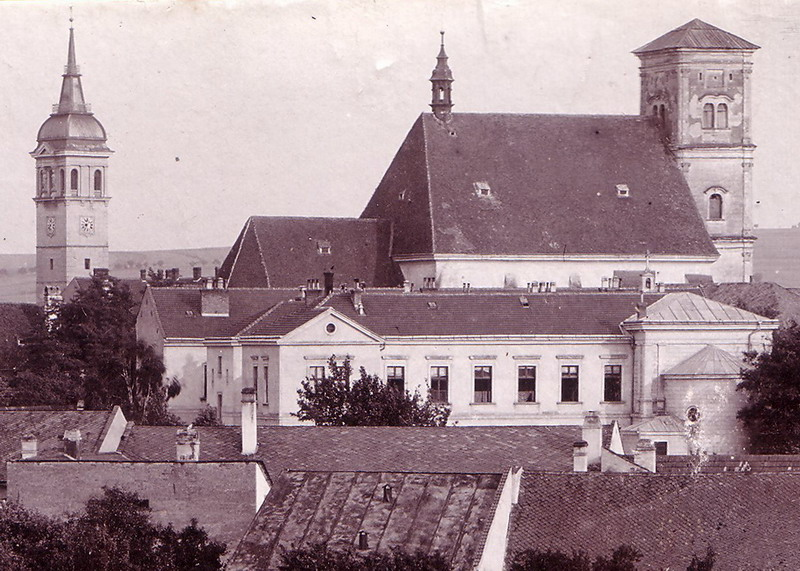
Náhled z roku 1890
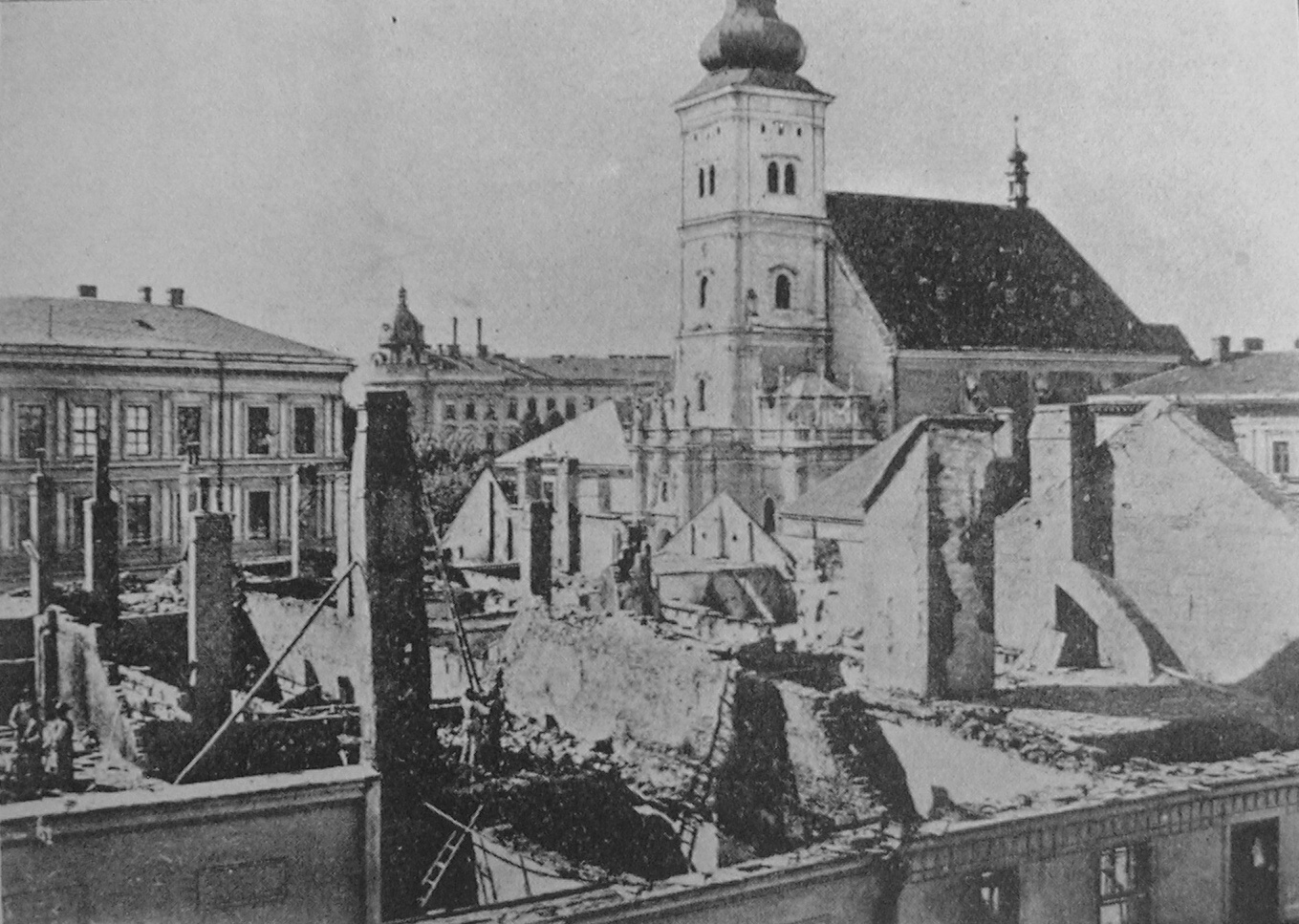
Po požáru z roku 1917
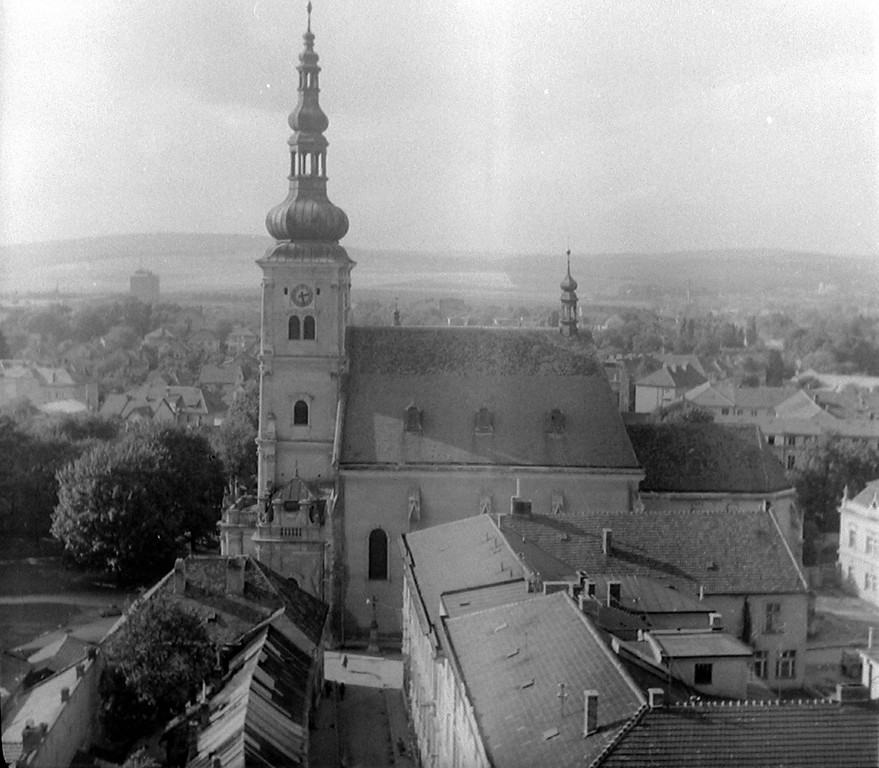
Náhled z roku 1965
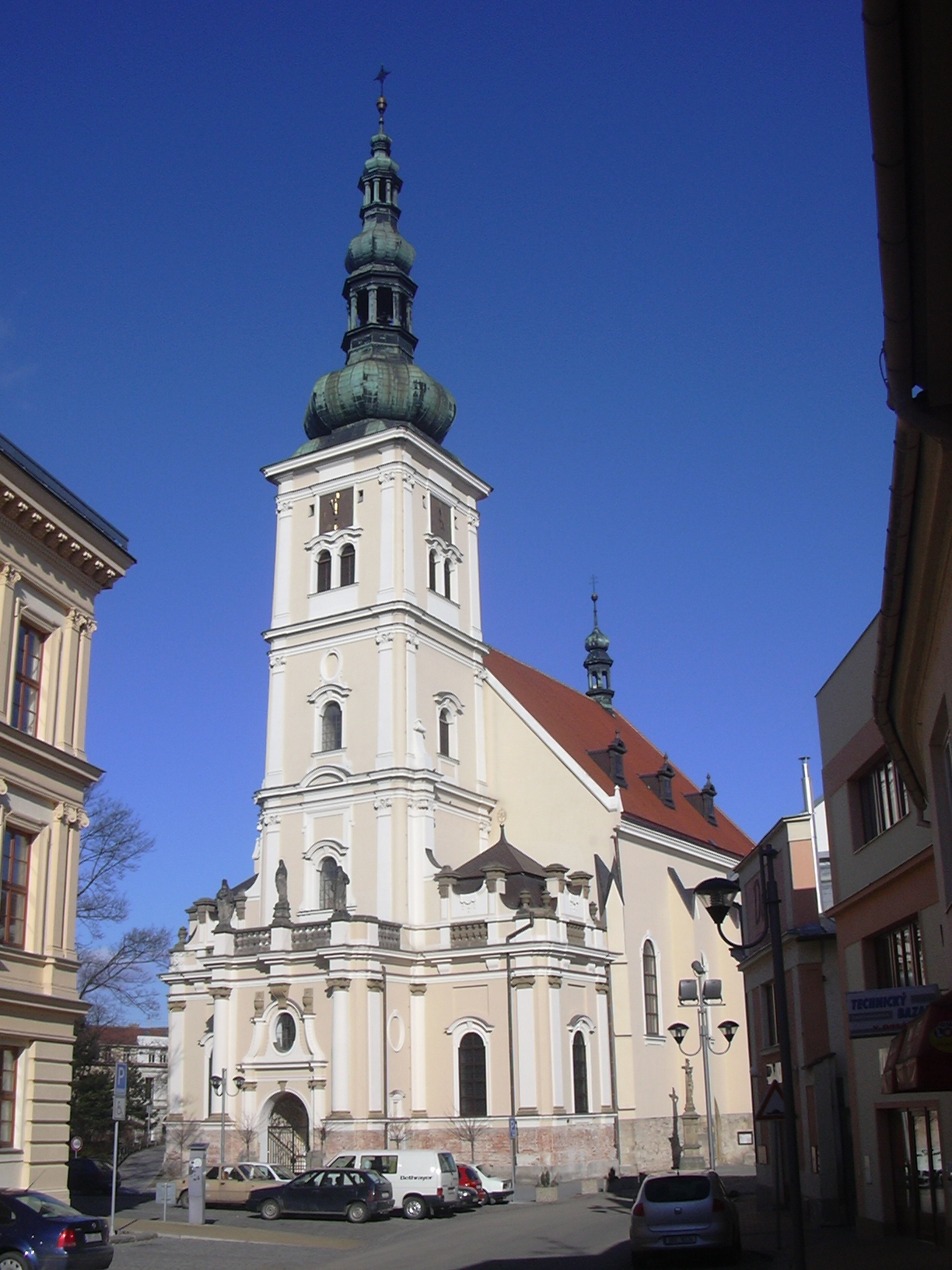
Náhled z roku 2007
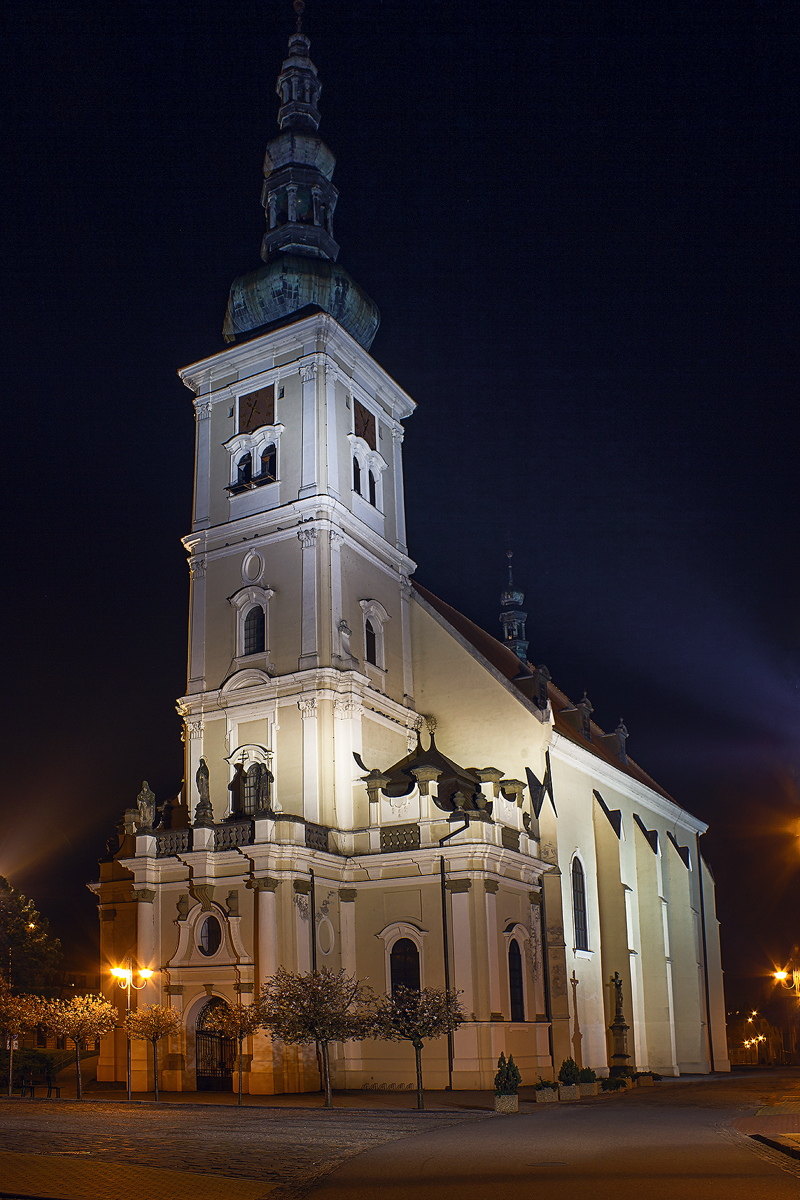
Noční fotografie kostela duben 2016

## Interiér

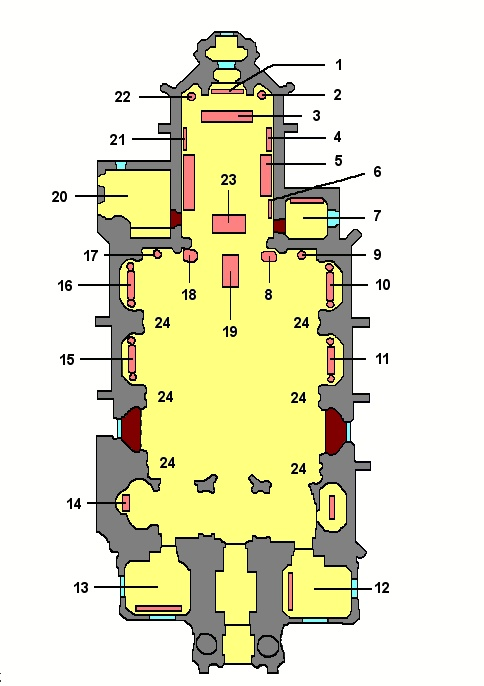
Půdorys Kostela Nanebevzetí Panny Marie

1. Oltářní obraz Nanebevzetí Panny Marie od Ignáce Wiedliecha, na stropě freska korunovace P.Marie
2. Socha sv. Anny od Ondřeje Schweigla
3. Hlavní oltář – barokní oltář z dílny O. Schweigla
4. Obraz Zabití sv. Václava od Ad. Hellera z roku 1934
5. Intarzované kanovnické lavice
6. Obraz Panny Marie Křtinské
7. Kaple sv. Otýlie – fresky ze života sv. Otýlie, obraz sv. Ludvíka IX.
8. Křtitelnice se sousoším Křtu Páně z dílny sochaře O. Schweigla
9. Socha Neposkvrněného Srdce Panny Marie z roku 1908
10. Oltář Zvěstování Panně Marii se sochami sv. Augustina a Ambrože, sv. Jana Nepomuckého, sv. Judy Tadeáše a sv. Josefa
11. Oltář 14 pomocníků se sochami sv. Cyrila a Metoděje a sv. Terezie z Lisieux
12. Kaple Panny Marie Bolestné s oltářem Božího hrobu
13. Kaple sv. Václava s betlémem
14. Oltář Sv. Kříže se sochami sv. Jana Evangelisty a Panny Marie
15. Oltář Panny Marie Růžencové – Panna Maria předává růženec sv. Dominikovi, socha Panny Marie Lurdské a sv. Zity a Háty
16. Oltář sv. Otílie – zobrazuje ozdravení slepého dítěte na přímluvu sv. Otýlie, soška Pražského jezulátka, sv. Alžběty Durynské a sv. Vendelína
17. Socha Božského Srdce Páně z roku 1908
18. Kazatelna z dílny O. Schweigla
19. Vchod do krypty kostela (postavena roku 1760)
20. Sakristie s kaplí sv. Františka Serafínského (z Assisi)
21. Obraz sv. Anežky České od Ad. Hellera z roku 1934
22. Socha sv. Jáchyma od O. Schweigla
23. Obětní stůl arch. Václava Vrby z roku 1995
24. 14. obrazů zastavení Křížové cesty z dílny akademického malíře Joži Úprky

Kostel má tři kaple : Kapli Panny Marie Bolestné zasvěcenou padlým ve světové válce dále kapli sv. Václava s každoročně instalovaným betlémem a kapli sv. Otýlie s obrazem sv. Ludvíka IX. První dvě vznikly na místě kaple německé. Poslední německé svatodušní kázání se konalo roku 1860.
Pod kostelem je krypta, kde se pochovávalo až do doby Josefa II. Otevřena byla při kladení nové dlažby roku 1898. Je velká jako presbytář s 60 rakvemi bez nápisu. Až na jednu, na které se píše, že zde odpočívá generálmajor baron Löwenhaupt zemřelý roku 1778. Z mobiliáře se dochovaly vyřezávané lavice a sochy Ondřeje Schweigla, Křížová cesta od Joži Úprky, obraz svatého Václava a svaté Anežky Přemyslovny od prof. Hellera. Dále se dochoval jižní profilovaný portál a štuková výzdoba z roku 1692.

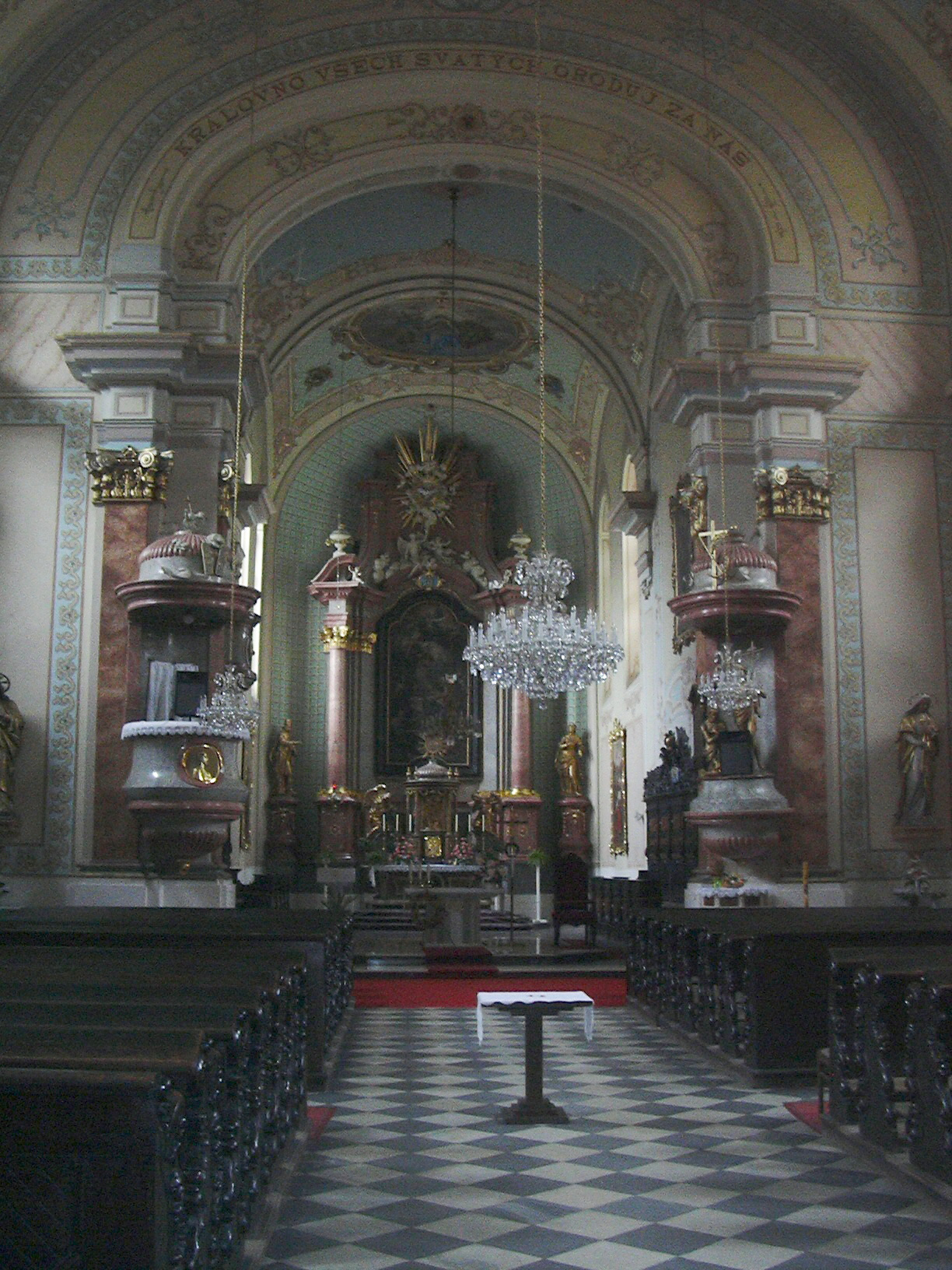
Interiér kostela
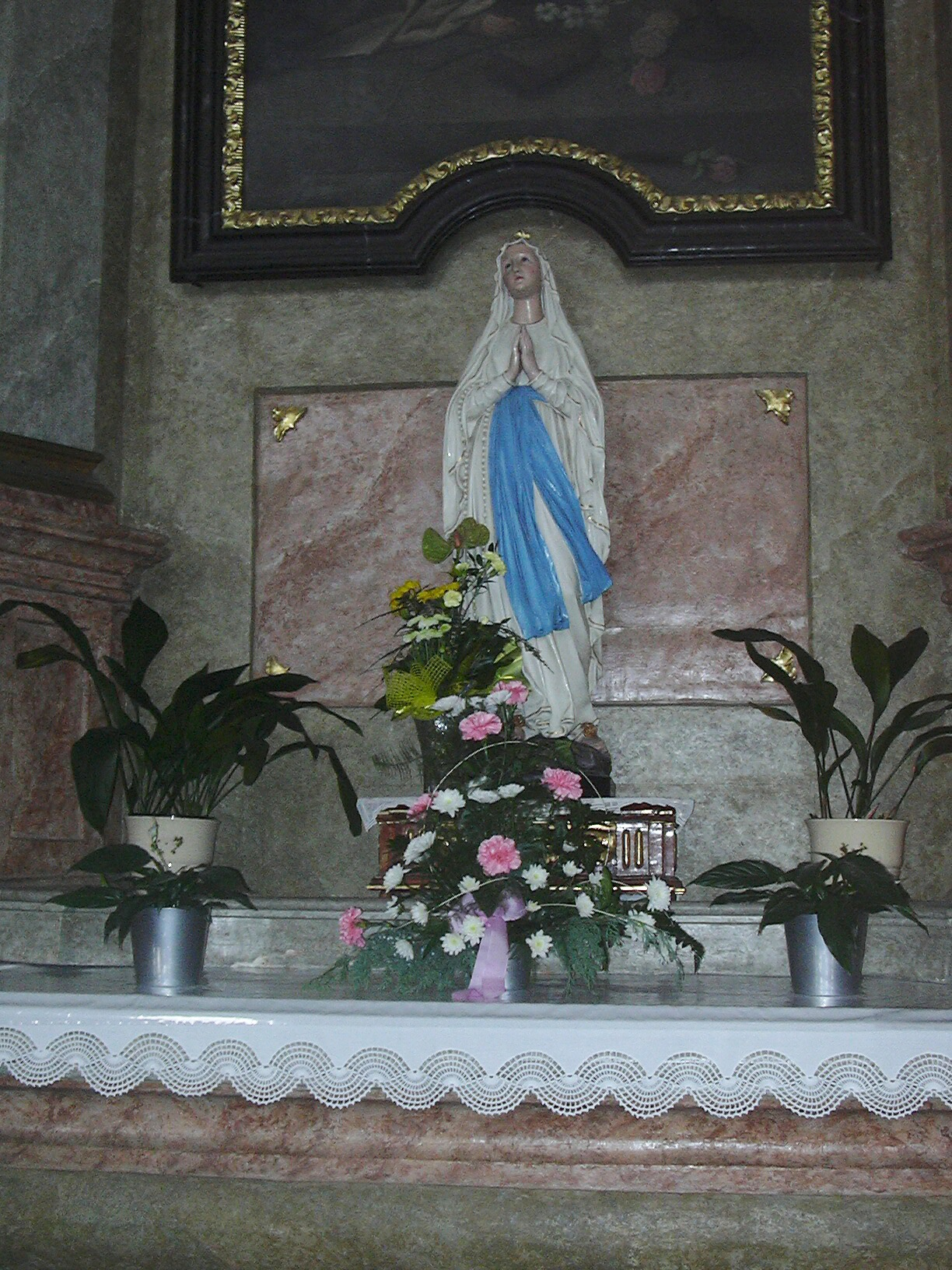
Oltář Panny Marie Růžencové
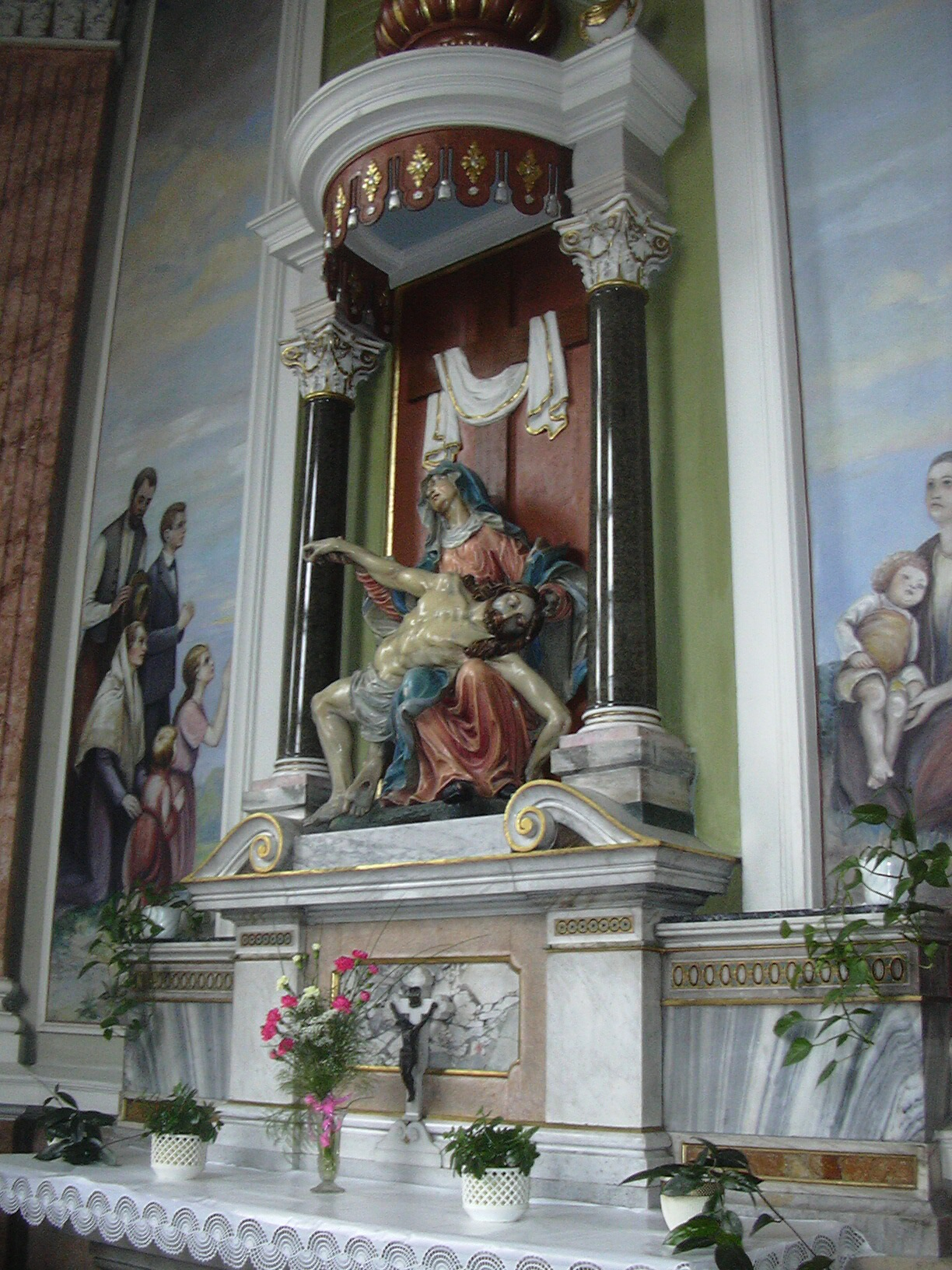
Oltář božího hrobu
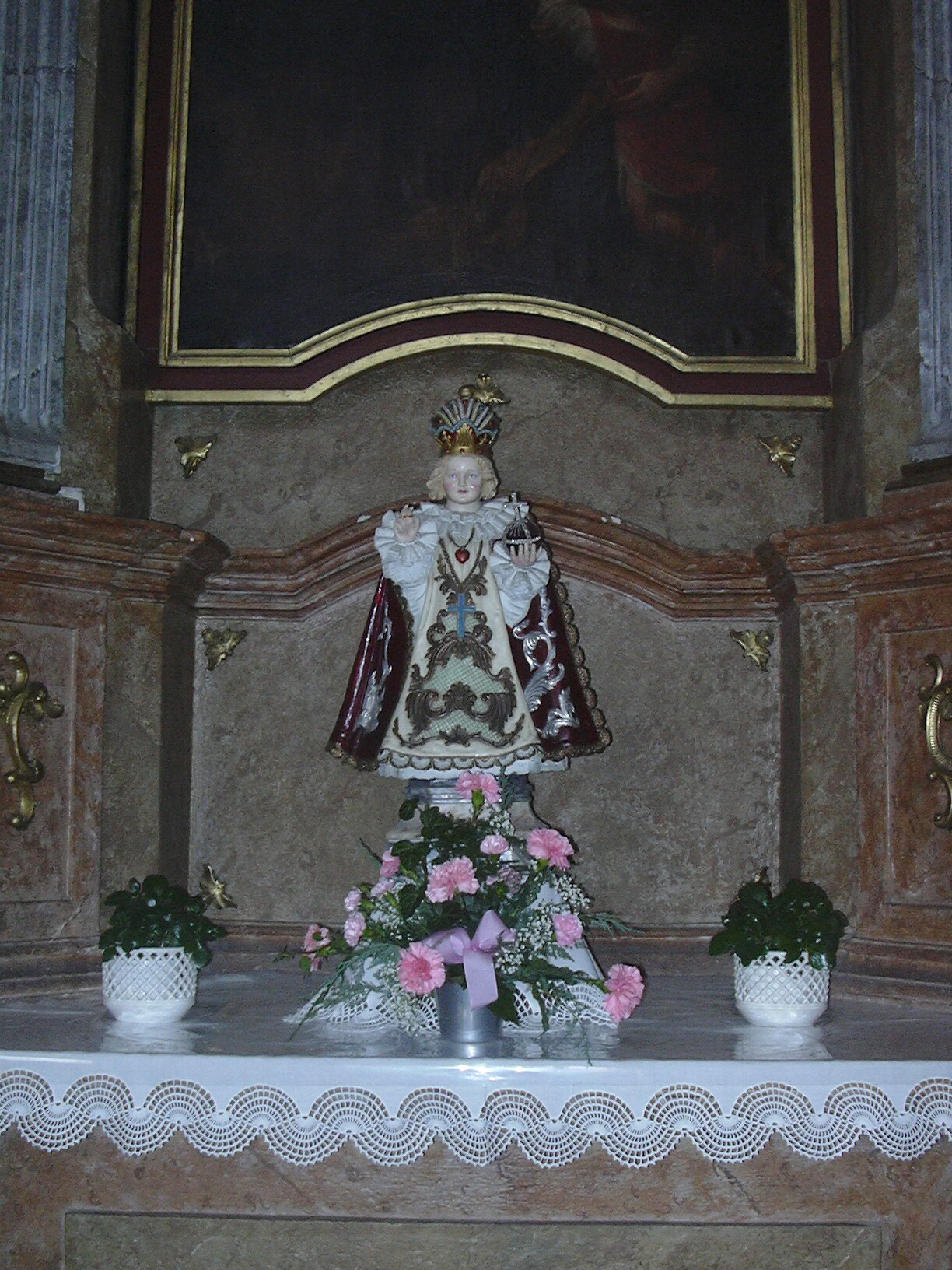
Oltář sv. Otýlie